# Paratelmatobius lutzii
Paratelmatobius lutzii är en groddjursart som beskrevs av Lutz och Carvalho 1958. Paratelmatobius lutzii ingår i släktet Paratelmatobius och familjen tandpaddor. IUCN kategoriserar arten globalt som otillräckligt studerad. Inga underarter finns listade i Catalogue of Life.